# Partnair-Flug 394
Partnair-Flug 394 war ein Charterflug der norwegischen Fluggesellschaft Partnair von Oslo nach Hamburg, den 50 Mitarbeiter der norwegischen Reederei Wilh. Wilhelmsen am 8. September 1989 unternahmen. Die Passagiere wollten an einer Schiffstaufe teilnehmen. Die zweimotorige Convair CV-580 stürzte 18 Kilometer nördlich der dänischen Hafenstadt Hirtshals in den Skagerrak. Alle 55 Personen an Bord fanden den Tod.
Der Absturz ist bis heute (Juni 2022) der Unfall mit den meisten Todesopfern in der zivilen Luftfahrt Norwegens.

## Flugzeug und Crew
Die Convair 580 wurde 1953 als Convair CV-340 mit Kolbenmotoren (Pratt & Whitney R-2800) ausgerüstet an United Air Lines ausgeliefert. Als Werksflugzeug ab 1959 im Besitz von General Motors, erfolgte 1960 die Umrüstung auf Turboprop-Triebwerke des Typs Allison 501, was die Bezeichnung in Convair CV-580 änderte. Ab 1979 wurde sie bei verschiedenen Fluggesellschaften eingesetzt und war ab Mai 1986 mit dem Luftfahrzeugkennzeichen LN-PAA auf die Partnair registriert. Die letzte größere Inspektion (major overhaul) wurde im selben Jahr durchgeführt. Zur Zeit des Unfalls hatte sie insgesamt 36.943 Flugstunden und 15.116 Landungen absolviert.
Flugkapitän war der 59-jährige Knut Tveiten, der über eine Flugerfahrung von mehr als 16.000 Stunden verfügte, davon über 1.200 Stunden an Bord von Convair 580. Erster Offizier und Copilot war Finn Petter Berg, ebenfalls 59 Jahre alt. Bergs Erfahrung beruhte auf mehr als 16.000 Flugstunden, davon über 11.000 als Kapitän. An Bord von CV-580 hatte er es auf 675 Flugstunden Erfahrung gebracht. Zur Besatzung gehörte neben zwei Flugbegleiterinnen auch ein Mechaniker, der die Maschine nach der Landung in Hamburg überprüfen sollte.

## Flug und Absturz
Noch vor dem Start der Convair vom Flughafen Fornebu bemerkte die Crew, dass einer der zwei an den Triebwerken eingebauten Generatoren defekt war. Da das norwegische Gesetz vorsieht, dass ein Flugzeug nur starten darf, wenn zwei funktionsfähige Stromquellen vorhanden sind, entschloss sich Berg dazu, das Hilfstriebwerk (APU) der Convair zu nutzen. So standen die vorgeschriebenen zwei Stromquellen zur Verfügung, der Start konnte vollzogen werden. Den Piloten war jedoch nicht bekannt, dass eine der drei Halterungen des Hilfstriebwerkes gebrochen war. Um 15:59 Uhr (UTC + 2) startete das Flugzeug in Richtung Hamburg.
Die Convair erreichte ihre Reiseflughöhe von ca. 6.700 Metern (22.000 Fuß). Nahe der dänischen Küste kam die Maschine in Schwierigkeiten, als die gebrochene Halterung des Hilfstriebwerkes Vibrationen verursachte, die auf das Höhenruder Einfluss nahmen. Die Vibrationen nahmen zu, das Flugzeug wurde unsteuerbar und stürzte um 16:38 Uhr ins Meer.

## Bergung
Das Wrack der Maschine wurde schnell gefunden (57° 43′ 11″ N, 10° 4′ 52″ O). Dänische Rettungsteams bargen die ersten auf der Meeresoberfläche treibenden Leichen und Wrackteile. Der Rest des Wracks wurde kurz darauf auf dem Meeresboden geortet. Die Wrackteile bedeckten ein mehrere Quadratkilometer großes Gebiet. Insgesamt wurden 31 Tote auf dem Meer treibend geborgen. Weitere 19 Leichen wurden im Wrack entdeckt. Die übrigen fünf Personen wurden nie gefunden.

## Untersuchung
Die Untersuchungsbehörde des norwegischen Verkehrsministeriums – SHK (Statens havarikommisjon) – leitete die Untersuchung des Unfalls.
Die Ermittlungen führten zu dem Resultat, dass die Convair 580 auf Grund von Kontrollverlust durch die Zerstörung des Höhenleitwerks nicht mehr zu kontrollieren war. Hervorgerufen wurde dies durch starke Vibrationen, ausgelöst durch den Bruch der Halterungen des Hilfstriebwerkes. Die Halterungen wiesen starke Abnutzungserscheinungen auf, sie entsprachen nicht den originalen Qualitätsstandards (Härte und Belastbarkeit). Letztlich wurde der Unfall durch den (unwissentlichen oder bewussten) Einbau mehrerer gefälschter Ersatzteile ausgelöst.
Nach dem Lockerbie-Anschlag vom Dezember 1988, bei dem eine Boeing 747 der Pan American World Airways durch einen Bombenanschlag in der Luft zerstört wurde und 270 Tote forderte, wurden unbewiesene Gerüchte laut, dass die Maschine auf dem Flug 394 durch eine Bombe explodiert sei. Als Indizien hierfür galten:
- das Auseinanderbrechen der Unfallmaschine in der Luft
- die in der Nordsee zum Unfallzeitpunkt durchgeführte NATO-Übung Sharp Spear
- die Tatsache, dass die Unfallmaschine von der damaligen norwegischen Ministerpräsidentin Gro Harlem Brundtland benutzt wurde.

Polizeiliche Ermittlungen, bei denen zwei britische Experten, die den Lockerbie-Anschlag untersucht hatten, hinzugezogen wurden, ergaben jedoch keinerlei Hinweise auf eine Explosion.

## Mediale Aufarbeitung
Der Unfall und das zugrundeliegende Problem von gefälschten Flugzeugersatzteilen wurde erstmals 1994 in der ZDF-Reportage Zündstoff: Das Risiko fliegt mit, ausgestrahlt am 4. März 1994, einer kritischen Betrachtung unterzogen. Darin kamen neben dem damaligen AIBN-Chefermittler Finn Heimdal auch Angehörige zu Wort.
Der Absturz von Flug 394 war auch Thema der dritten Episode der siebten Staffel der kanadischen Dokumentarserie Mayday – Alarm im Cockpit, die in Deutschland unter dem Titel Der Teufel steckt im Detail (OT: Blown Apart) ausgestrahlt wurde.